# Kabinett Thatcher III
Das Kabinett Thatcher III wurde im Vereinigten Königreich am 11. Juni 1987 von Premierministerin Margaret Thatcher von der Conservative Party gebildet und löste das Kabinett Thatcher II ab. Das Kabinett blieb bis zum 28. November 1990 im Amt und wurde dann durch das Kabinett Major I abgelöst.

## Regierungszeit 1987 bis 1990

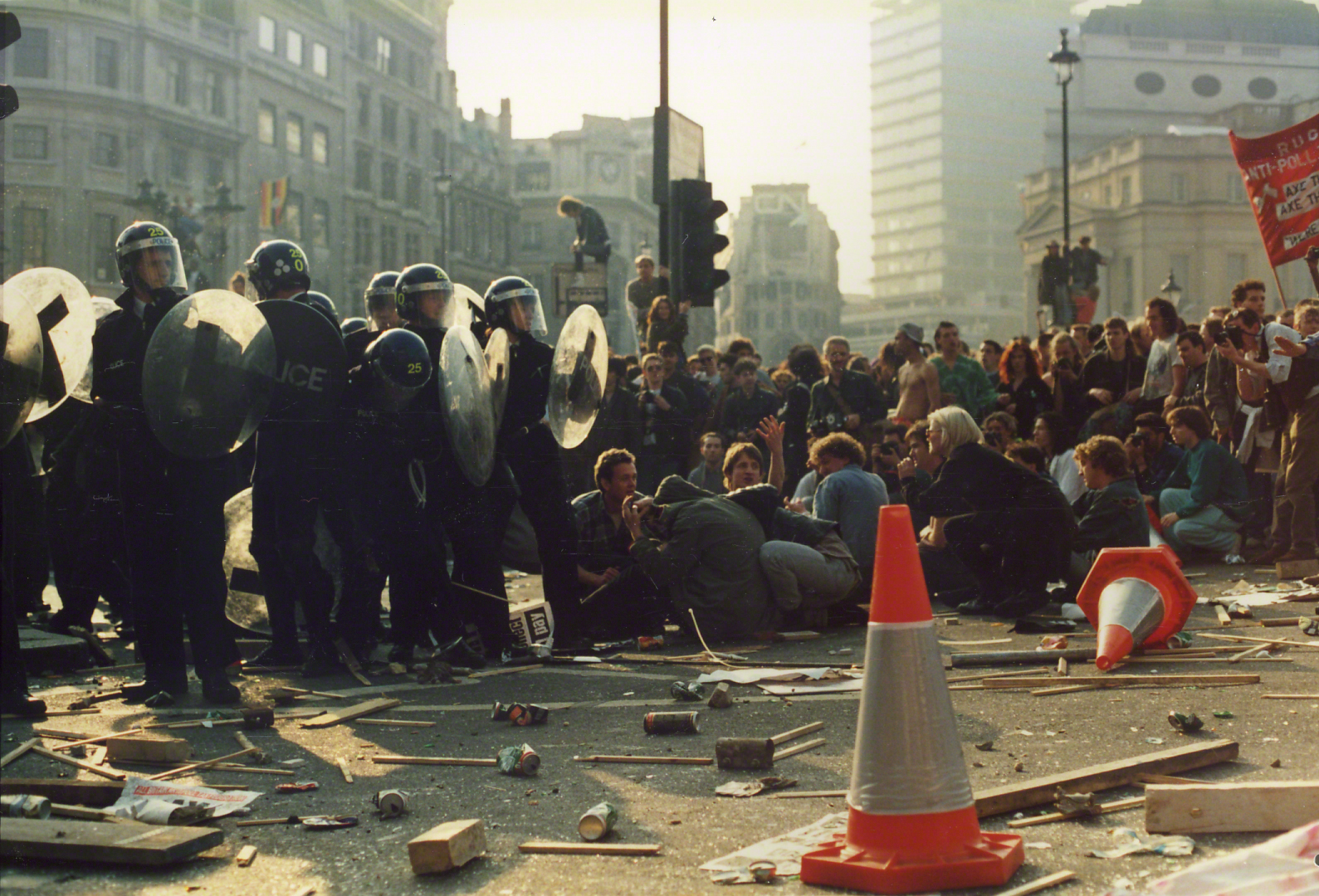
Unruhen am 31. März 1990 am Trafalgar Square aufgrund der Poll Tax.

Bei den Unterhauswahlen vom 11. Juni 1987 wurde die Conservative Party als stärkste Partei bestätigt. Von 650 Sitzen im  Unterhaus (House of Commons) entfielen auf die konservativen Tories 376 Mandate, während die Labour Party 229 und die sonstigen Parteien 45 Abgeordnete stellten. Margaret Thatcher bildete daraufhin ihre dritte Regierung. Am 3. März 1988 vereinigten sich die beiden Oppositionsparteien Social Democratic Party (SDP) und Liberal Party zur Social Liberal Democratic Party (SLDP), die bald darauf den Namen Liberal Democrats (Lib Dems) annahm. Zunächst waren David Steel und Robert Maclennan Co-Vorsitzende, ehe Paddy Ashdown am 16. Juli 1988 Parteiführer der Lib Dems wurde. 
Das Inkrafttreten einer als allgemein gleiche Kopfsteuer (Poll Tax) am 1. April 1990 zog schwere Unruhen nach sich. Nach mehreren Kabinettsumbildungen und vehementer, auch innerparteilicher Kritik an ihrer Innen-, Wirtschafts- und Europapolitik trat Margaret Thatcher am 22. November 1990 zurück, woraufhin der bisherige Schatzkanzler John Major am 28. November 1990 als Premierminister ein neues Kabinett bildete.

## Minister
Dem Kabinett gehörten folgende Minister an:
| Zugehörigkeit |  | Konservative |

| Amt                                                                                  | Bild               | Person                                  | Partei             | Partei             | Amtszeit          | Amtszeit          |
| ------------------------------------------------------------------------------------ | ------------------ | --------------------------------------- | ------------------ | ------------------ | ----------------- | ----------------- |
| Premierministerin Erster Lord des Schatzamtes Ministerin für den öffentlichen Dienst | Margaret Thatcher  | Margaret Thatcher                       |                    | Conservative Party | 13. Juni 1987     | 28. November 1990 |
| Lordpräsident des Rates                                                              |                    | William Whitelaw, 1. Viscount Whitelaw  | Conservative Party | 13. Juni 1987      | 10. Januar 1988   |                   |
| Lordpräsident des Rates                                                              | John Wakeham       | John Wakeham                            | Conservative Party | 10. Januar 1988    | 24. Juli 1989     |                   |
| Lordpräsident des Rates                                                              | Geoffrey Howe      | Geoffrey Howe                           | Conservative Party | 24. Juli 1989      | 1. November 1990  |                   |
| Lordpräsident des Rates                                                              | John MacGregor     | John MacGregor                          | Conservative Party | 1. November 1990   | 28. November 1990 |                   |
| Lordsiegelbewahrer                                                                   | John Wakeham       | John Wakeham                            | Conservative Party | 13. Juni 1987      | 10. Januar 1988   |                   |
| Lordsiegelbewahrer                                                                   |                    | John Ganzoni, 2. Baron Belstead         | Conservative Party | 10. Januar 1988    | 28. November 1990 |                   |
| Schatzkanzler Zweiter Lord des Schatzamtes                                           | Nigel Lawson       | Nigel Lawson                            | Conservative Party | 13. Juni 1987      | 26. Oktober 1989  |                   |
| Schatzkanzler Zweiter Lord des Schatzamtes                                           | John Major         | John Major                              | Conservative Party | 26. Oktober 1989   | 28. November 1990 |                   |
| Außenminister                                                                        | Geoffrey Howe      | Geoffrey Howe                           | Conservative Party | 13. Juni 1987      | 24. Juli 1989     |                   |
| Außenminister                                                                        | John Major         | John Major                              | Conservative Party | 24. Juli 1989      | 26. Oktober 1989  |                   |
| Außenminister                                                                        | Douglas Hurd       | Douglas Hurd                            | Conservative Party | 26. Oktober 1989   | 28. November 1990 |                   |
| Innenminister                                                                        | Douglas Hurd       | Douglas Hurd                            | Conservative Party | 13. Juni 1987      | 26. Oktober 1987  |                   |
| Innenminister                                                                        |                    | David Waddington                        | Conservative Party | 26. Oktober 1987   | 28. November 1990 |                   |
| Lordkanzler                                                                          |                    | Michael Havers, Baron Havers            | Conservative Party | 13. Juni 1987      | 26. Oktober 1987  |                   |
| Lordkanzler                                                                          | James Mackay       | James Mackay, Baron Mackay of Clashfern | Conservative Party | 26. Oktober 1987   | 28. November 1990 |                   |
| Verteidigungsminister                                                                | George Younger     | George Younger                          | Conservative Party | 13. Juni 1987      | 24. Juli 1989     |                   |
| Verteidigungsminister                                                                | Tom King           | Tom King                                | Conservative Party | 24. Juli 1989      | 28. November 1990 |                   |
| Minister für Beschäftigung                                                           | Norman Fowler      | Norman Fowler                           | Conservative Party | 13. Juni 1987      | 3. Januar 1990    |                   |
| Minister für Beschäftigung                                                           |                    | Michael Howard                          | Conservative Party | 3. Januar 1990     | 28. November 1990 |                   |
| Umweltminister                                                                       |                    | Nicholas Ridley                         | Conservative Party | 13. Juni 1987      | 24. Juli 1989     |                   |
| Umweltminister                                                                       | Chris Patten       | Chris Patten                            | Conservative Party | 24. Juli 1989      | 28. November 1990 |                   |
| Minister für Handel und Industrie                                                    | David Young        | David Young, Baron Young of Graffham    | Conservative Party | 13. Juni 1987      | 24. Juli 1989     |                   |
| Minister für Handel und Industrie                                                    |                    | Nicholas Ridley                         | Conservative Party | 24. Juli 1989      | 14. Juli 1990     |                   |
| Minister für Handel und Industrie                                                    | Peter Lilley       | Peter Lilley                            | Conservative Party | 14. Juli 1990      | 28. November 1990 |                   |
| Bildungsminister                                                                     | Kenneth Baker      | Kenneth Baker                           | Conservative Party | 13. Juni 1987      | 24. Juli 1989     |                   |
| Bildungsminister                                                                     | John MacGregor     | John MacGregor                          | Conservative Party | 24. Juli 1989      | 2. November 1990  |                   |
| Bildungsminister                                                                     |                    | Kenneth Clarke                          | Conservative Party | 2. November 1990   | 28. November 1990 |                   |
| Kanzler des Herzogtums Lancaster                                                     |                    | Kenneth Clarke                          | Conservative Party | 13. Juni 1987      | 25. Juli 1988     |                   |
| Kanzler des Herzogtums Lancaster                                                     |                    | Tony Newton                             | Conservative Party | 25. Juli 1988      | 24. Juli 1989     |                   |
| Kanzler des Herzogtums Lancaster                                                     | Kenneth Baker      | Kenneth Baker                           | Conservative Party | 24. Juli 1989      | 28. November 1990 |                   |
| Minister für Landwirtschaft und Ernährung                                            | John MacGregor     | John MacGregor                          | Conservative Party | 13. Juni 1987      | 24. Juli 1989     |                   |
| Minister für Landwirtschaft und Ernährung                                            | John Gummer        | John Gummer                             | Conservative Party | 24. Juli 1989      | 28. November 1990 |                   |
| Minister für Schottland                                                              | Malcolm Rifkind    | Malcolm Rifkind                         | Conservative Party | 13. Juni 1987      | 28. November 1990 |                   |
| Minister für Wales                                                                   |                    | Peter Walker                            | Conservative Party | 13. Juni 1987      | 4. Mai 1990       |                   |
| Minister für Wales                                                                   | David Hunt         | David Hunt                              | Conservative Party | 4. Mai 1990        | 28. November 1990 |                   |
| Minister für Nordirland                                                              | Tom King           | Tom King                                | Conservative Party | 13. Juni 1987      | 24. Juli 1989     |                   |
| Minister für Nordirland                                                              |                    | Peter Brooke                            | Conservative Party | 24. Juli 1989      | 28. November 1990 |                   |
| Transportminister                                                                    |                    | Paul Channon                            | Conservative Party | 13. Juni 1987      | 24. Juli 1989     |                   |
| Transportminister                                                                    |                    | Cecil Parkinson                         | Conservative Party | 24. Juli 1989      | 28. November 1990 |                   |
| Minister für soziale Dienste                                                         | John Moore         | John Moore                              | Conservative Party | 13. Juni 1987      | 24. Juli 1989     |                   |
| Minister für soziale Dienste                                                         |                    | Tony Newton                             | Conservative Party | 24. Juli 1989      | 28. November 1990 |                   |
| Energieminister                                                                      |                    | Cecil Parkinson                         | Conservative Party | 13. Juni 1987      | 24. Juli 1989     |                   |
| Energieminister                                                                      | John Wakeham       | John Wakeham                            | Conservative Party | 24. Juli 1989      | 28. November 1990 |                   |
| Chefsekretär des Schatzamtes                                                         | John Major         | John Major                              | Conservative Party | 13. Juni 1987      | 24. Juli 1989     |                   |
| Chefsekretär des Schatzamtes                                                         | Norman Lamont      | Norman Lamont                           | Conservative Party | 24. Juli 1989      | 28. November 1990 |                   |
| Gesundheitsminister                                                                  | John Moore         | John Moore                              | Conservative Party | 13. Juni 1987      | 25. Juli 1988     |                   |
| Gesundheitsminister                                                                  |                    | Kenneth Clarke                          | Conservative Party | 25. Juli 1988      | 2. November 1990  |                   |
| Gesundheitsminister                                                                  | William Waldegrave | William Waldegrave                      | Conservative Party | 2. November 1990   | 28. November 1990 |                   |

## Hintergrundliteratur
- Der Große Ploetz. Die Enzyklopädie der Weltgeschichte. 35. Auflage. Verlag Vandenhoeck & Ruprecht, 2008, ISBN 978-3-525-32008-2, S. 1513 f.